# Скалон, Василий Юрьевич
Васи́лий Ю́рьевич Скало́н (7 февраля 1846 — 19 апреля 1907) — русский публицист и земский деятель.

## Биография
Происходил из дворянского рода Скалонов. Сын поручика Юрия Степановича Скалона (1819—1858) и Екатерины Васильевны, урождённой Калачовой (ум. 1846).
Слушал лекции на историко-филологическом факультете Московского университета, но курса не окончил.
В 1868 году поступил на службу в московский архив Министерства юстиции, где участвовал в составлении I тома «Описания документов и бумаг, хранящихся в архиве». С 1871 года был три года членом и девять лет председателем Московской уездной земской управы. С 1870 года был членом совета Крестьянского поземельного банка. Состоял причисленным к Министерству финансов. В 1881 году был избран гласным Московской городской думы.
В 1886 году переехал в Санкт-Петербург; служил в центральном аппарате Министерства финансов. Дослужился до чина действительного статского советника (1896), из наград имел орден Святого Владимира 4-й степени (1899) и медаль «В память царствования императора Александра III».
С 1870 года участвовал в газете «Русская летопись», затем в «Русских ведомостях». В 1872 году в народном журнале «Грамотей» (Алябьева) поместил ряд статей «Артели на Руси», которые в 1873 году вышли отдельной книгой, впоследствии уничтоженной по распоряжению комитета министров. В 1880—1882 годах совместно с А. И. Кошелевым издавал и редактировал еженедельник «Земство». В 1886—1888 годах редактировал «Труды вольного экономического общества».
Наиболее значительные журнальные статьи: в «Вестнике Европы» — «Крестьянские кредитные учреждения Московской губернии» (1876) и «Народная школа под Москвою»; в «Русской мысли» — «Земство и народное образование», «Духовенство и народная школа», «Земство и народное здравие» (1882 и 1883); в «Русских ведомостях» — «Накануне реформы» (1888), «Земские учреждения и их критики» (1889), «Земский вопрос» (1899); в «Земском обзоре» — «Продовольственный вопрос» (1885). Выпустил книгу «Земские вопросы. Очерки и обозрения» (М., 1882). Для «Энциклопедического словаря Брокгауза и Ефрона» написал ряд статей. Несколько статей Скалона было посвящено Финляндии в издании Д. Протопопова «Финляндия» и в книге «Народное образование» Левассера.
С 1883 года состоял членом товарищества, издающего газету «Русские ведомости», а с конца 1899 года принимал ближайшее участие в её редактировании. Редактировал также труды Вольного экономического общества (1886—1888).
Участвовал в полулегальном земском движении 1900-х годов, состоял членом «Союза освобождения» (1904), позже некоторое время возглавлял московский комитет Конституционно-демократической партии.
С 5 июля 1867 года был женат на Наталье Николаевне Шварц (1846—?), сестре Александра Николаевича Шварца . Их сын — художник Александр Васильевич Скалон.

## Сочинения
- Земские вопросы. Очерки и обозрения (М., 1882),
- Земские взгляды на реформу местного управления. Обзор земских отзывов и проектов (М., 1884),
- Как взяться за промысел, чтобы он стал прибыльнее? (М., 1875)
- Мнения земских собраний о современном положении России (Б., 1882).